# Centro Espacial de Alcântara
El Centro Espacial de Alcántara (Centro de Lançamento de Alcântara en portugués), situado en el municipio homónimo del estado de Maranhão, es una base espacial brasileña administrada por la Fuerza Aérea de Brasil junto con la Agencia Espacial Brasileña. 
Su ubicación próxima al Ecuador terrestre (2°21 de latitud) le da una cierta ventaja para lanzar satélites, y es junto con el Centro Espacial de Barrera del Infierno, el Puerto espacial de Kourou (perteneciente a Francia) y el Centro Espacial de Punta Indio (perteneciente a Argentina) las únicas bases espaciales  de América del Sur.

## Estructuras
- Instalaciones de preparación de motores (Preparação de Propulsores - PPP)
- Instalaciones de preparación de carga útil (Preparação de Carga Útil - PPCU)
- Instalaciones de carga de combustible líquido (Preparação de Carregamento de Propelentes - PCPL)
- Torre de lanzamiento universal
- Torre Móvil de Integración (TMI - Torre Móvel de Integração): 33x10x13m, 380tons
- Centro de control (Prédio de Controle Avançado - CASAMATA).
- Pista de despliegue con 2600 m

## Lista de Plataformas de Lanzamiento
- VLS Pad (con Torre Móvil de Integración - TMI)
- MRL Pad (Torre de lanzamiento universal)
- "Universal" para cohetes hasta 10 tons

## Galería de imágenes

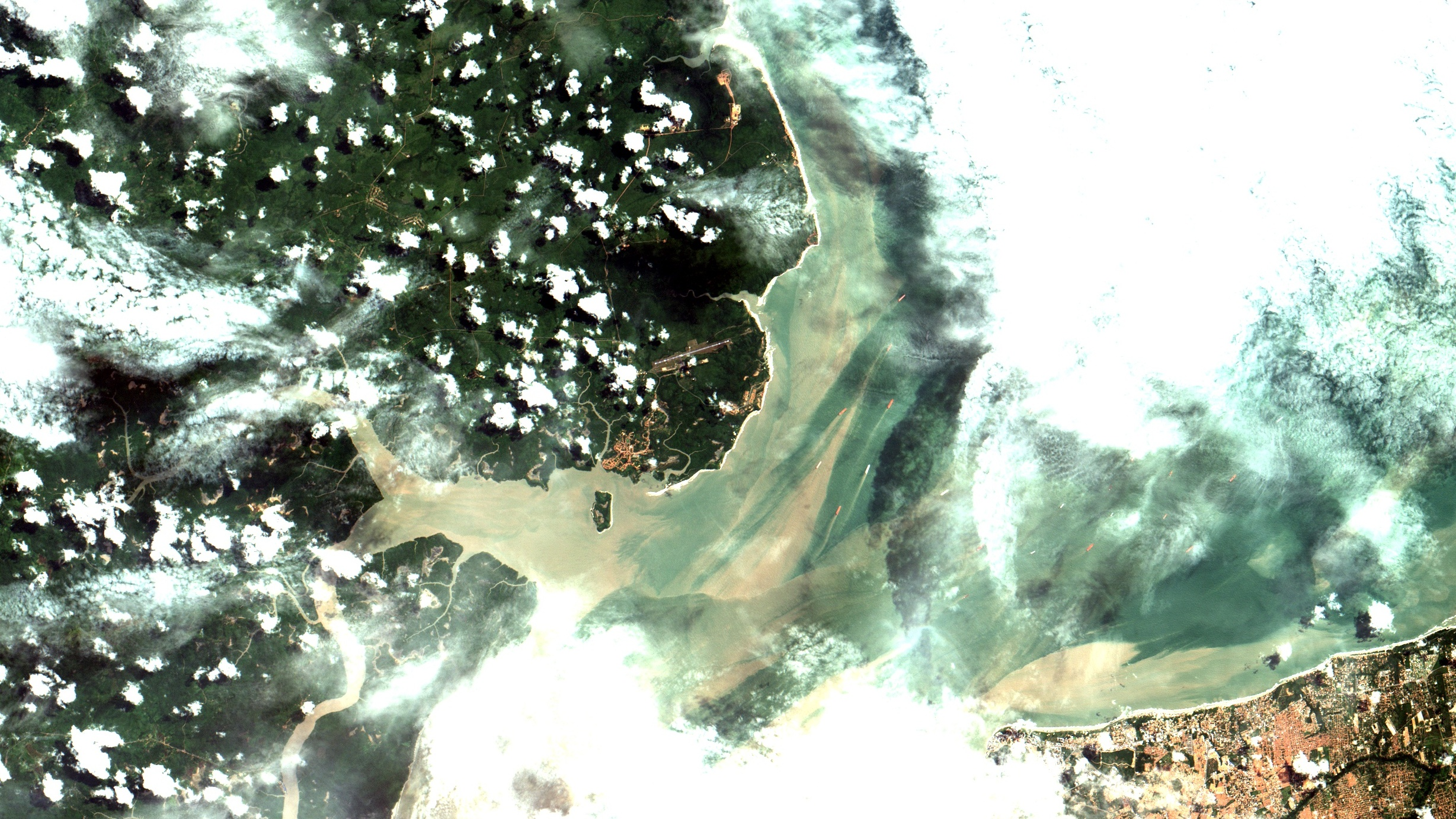
Imagen satelital del Centro de Lanzamiento
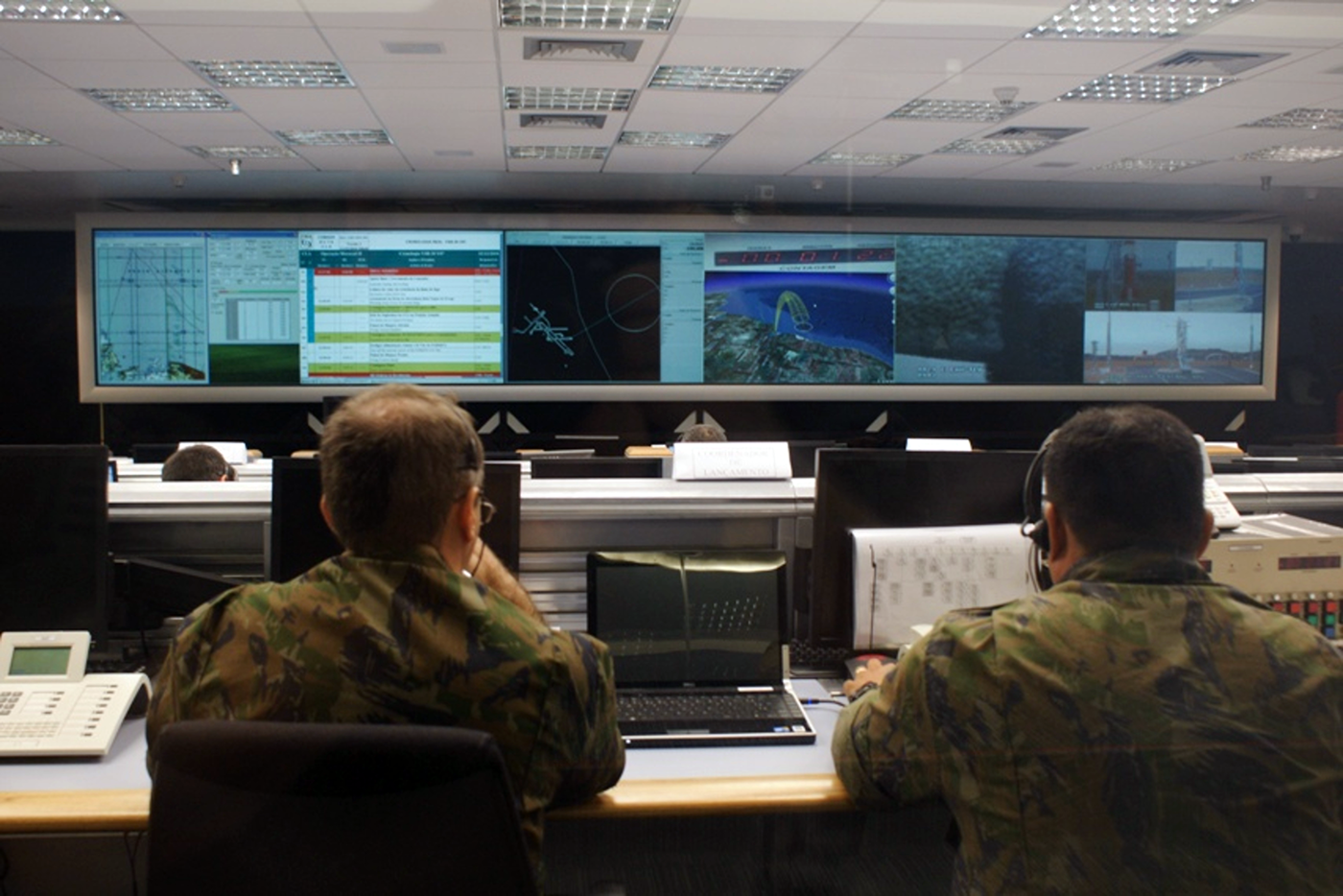
Sala del Centro de Control
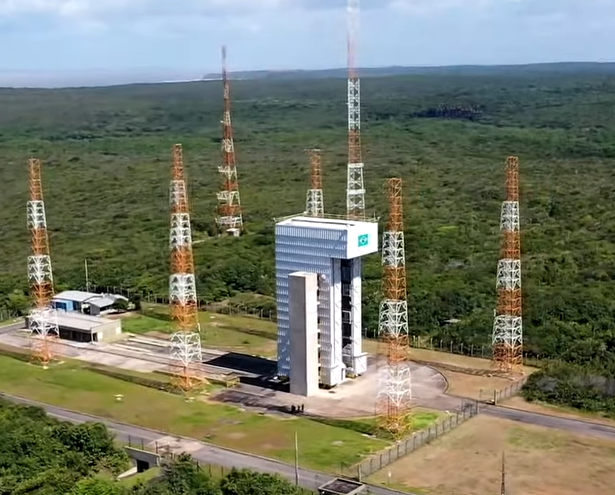
Área del VLS Pad
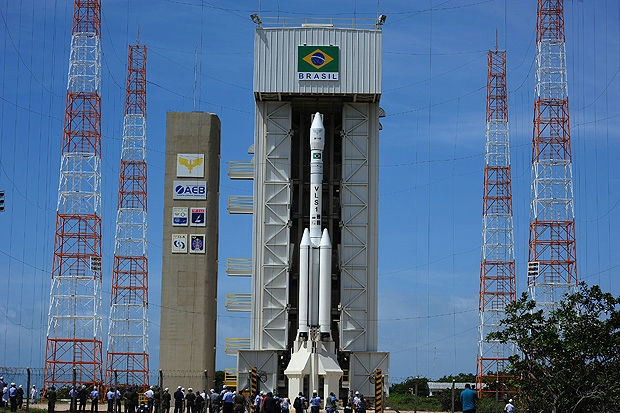
VLS Pad con Torre Móvil de Integración
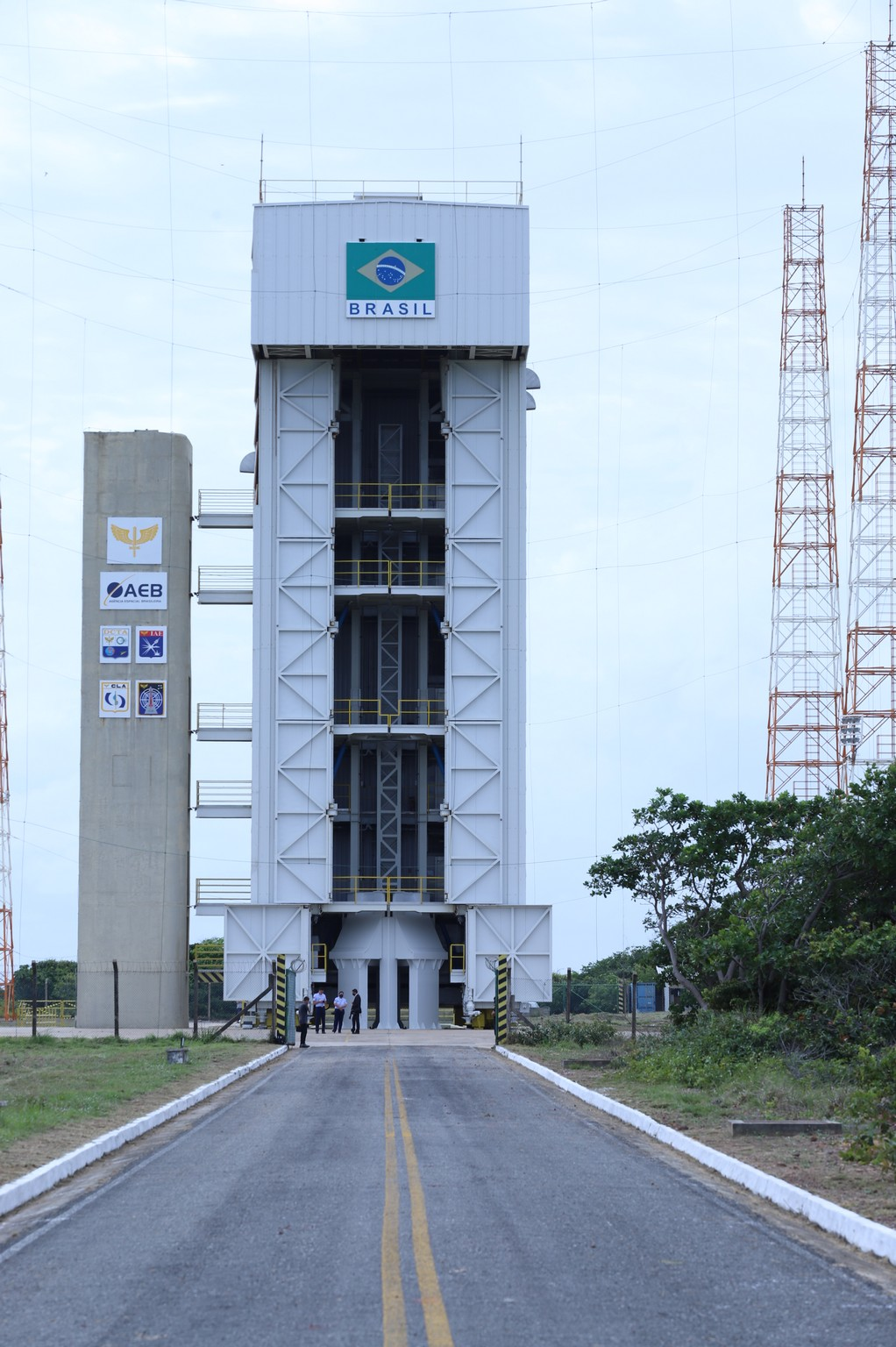
Torre movil
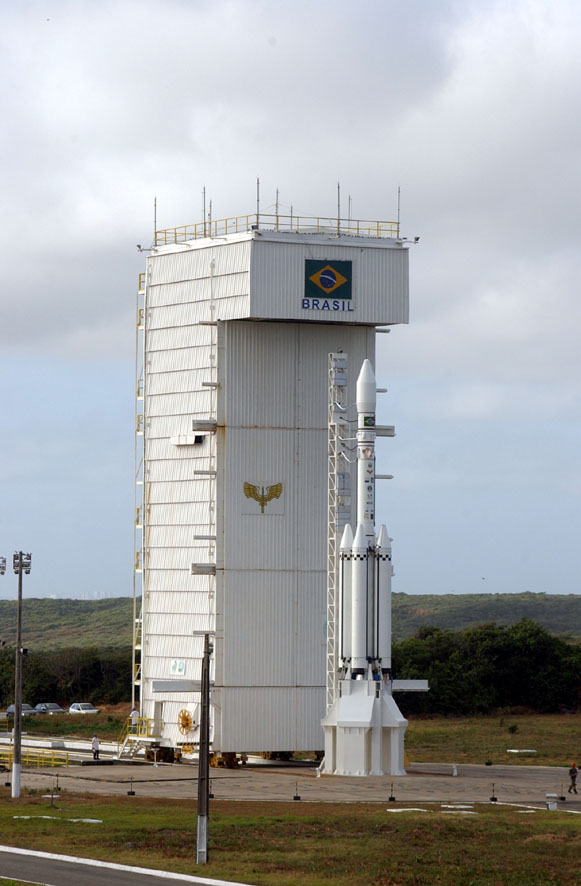
VLS-1 V03 en el pad de lanzamiento
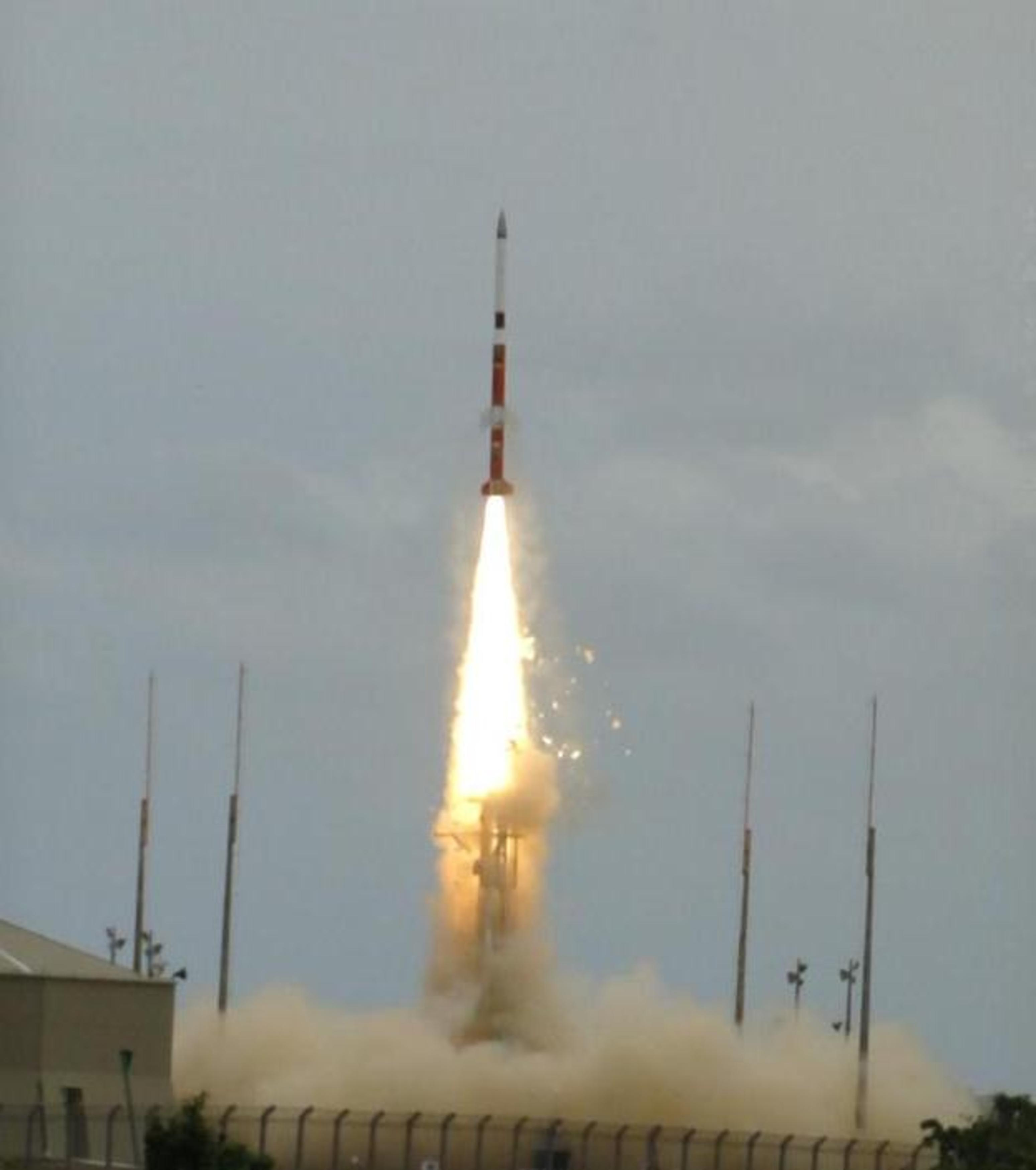
Lanzamiento de cohete VSB-30 V.07
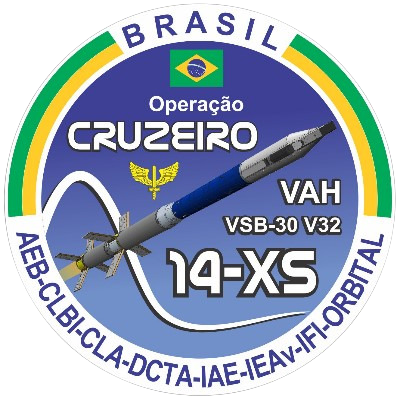
Parche del lanzamiento del VSB-30 V.32 con vehículo 14-X

## Historia
Alcántara fue creado para reemplazar a la base original del Centro de Lanzamiento da Barrera del Infierno (Centro de Lançamento da Barreira do Inferno - CLBI), localizado en el estado de Rio Grande do Norte, pues el crecimiento urbano alrededor del CLBI, no permitía ampliaciones a dicha base.
En 1979 el gobierno federal del Brasil aprobó un proyecto de construcción de otra base en el estado de Maranhão. La construcción de este centro se inició en Alcántara en 1987. Se creó una zona de seguridad de 236 km² mediante expropiaciones y reubicación de las familias residentes en el área. Se crearon asimismo siete villas con la infraestructura necesaria para acoger las familias de los involucrados en el proyecto.
Los primeros cohetes producidos en el país fueron cohetes de sondeo, en 1967, Sonda I con un total de 200 lanzamientos, seguidos por los Sonda II y III con más de 90 lanzamientos en el total, culminando con el Sonda IV, en 1984 que ya tenía una gran capacidad de carga útil y era un cohete con tecnología controlada, lo que significaba que era posible maniobrarlo mejor dentro de la atmósfera. 
A continuación, se desarrolló el primer cohete capaz de poner un satélite en órbita, el VLS-1, se realizaron tres intentos de lanzamiento, el último de los cuales fue en el accidente de 2003, tres días antes del lanzamiento.
El día 22 de agosto del 2003, la explosión en tierra de un cohete causó la muerte de 21 personas y la destrucción de la infraestructura de lanzamiento. La nueva plataforma de lanzamiento fue terminada en el año 2011, reemplazando a la infraestructura destruida en el accidente del VLS en 2003.
A pesar de este gran revés, el programa espacial brasileño continuó y en 1990, al desarrollo del Sonda IV siguió el cohete VS-40, un cohete para probar motores fuera de la atmósfera, lanzado dos veces en Brasil y en Europa. Así continuó el desarrollo de la familia VS, que permitió realizar experimentos en el espacio, como el crecimiento de cristales y experimentos biológicos. 
El 24 de octubre del 2004, Brasil logró el primer lanzamiento del cohete VSB-30, versión desarrollada a partir del cohete brasileño VS-30 en colaboración con la Agencia Espacial Brasileña, el Centro Tecnológico de Aeronáutica y la DLR-Moraba alemana para cobrir las necesidades de vuelos de microgravedad de la agencia europea ESA.
Para 2018, los cohetes de la familia VS habían despegado 55 veces desde el CLA, Kiruna (Suecia), Andøya Space Center (Noruega) y Woomera Test Range (Australia).
En la última década la base de Alcântara sigue realizando lanzamientos regulares de cohetes suborbitales en apoyo al desarrollo del programa de lanzadores orbitales y otras pesquisas científicas brasileñas.
Recientemente gracias a la firma, en 2019, del Acuerdo de Salvaguardias Tecnológicas con EE. UU. para proteger la tecnología estadounidense, presente en la mayoría de los satélites del mundo, se ha abierto la posibilidad de utilizar el centro por parte de empresas interesadas en lanzar satélites desde el sitio. Nueve empresas ya habrían presentado propuestas para operar en Alcântara, cuatro de ellas son brasileñas, y se espera que la operación podría comenzar en fines de 2021.

## Proyectos
La serie de cohetes VLS 1' que sería relanzada a partir del 2011 para inserción orbital con 'payload de hasta 380 kg fue reemplazada por el proyecto VLM-1, para el lanzamiento de satélites en órbitas bajas (LEO) con tres etapas, propulsado por un propulsor sólido, las dos primeras etapas equipadas con el motor S50, con 12 toneladas de propulsor cada una, y una etapa orbitadora equipada con el propulsor S44, con aproximadamente 800 kg de propulsor, llevando a inserción orbital de cargas de hasta 150 kg (330 lb) a 300 km, se espera el vuelo de cualificación para el 2022.
En 2022, el gobierno federal, a través del Ministerio de Ciencia, Tecnología e Innovación, la Agencia Espacial Brasileña y la Financiadora de Estudios y Proyectos, emitió fondos para el desarrollo y lanzamiento de dos unidades de una nueva clase de vehículos de lanzamiento, llamado Veículo Lançador de Pequeno Porte - VLPP el lanzador proyecta lanzar nano y microsatélites capaces de inyectar al menos 5 kg de carga útil en orbita ecuatorial de 450 km. En 2023 se eligió como consorcio vencedor el liderado por la empresa Avibras para su ejecución con un plazo de tres años para su finalización.

## Lista de lanzamientos
Lista de lanzamientos realizados y planeados desde el centro de lanzamiento.

### Alcântara Space Center (partir de 2021)
| Fecha       | Vehículo           | Tipo                 | Operador      | Misión                | Carga útil                    | Altitud/Órbita |
| ----------- | ------------------ | -------------------- | ------------- | --------------------- | ----------------------------- | -------------- |
| 23-Nov-2021 | FTI                | Suborbital           | FAB           | Operação Águia        |                               | ~60 km         |
| 14-Dic-2021 | 14-XS (VSB-30 V32) | Vehículo Hipersónico | FAB           | Operação Cruzeiro     | Vehículo hipersónico/Scramjet | 160 km         |
| 01-Jun-2022 | FTB                | Suborbital           | FAB           | Operação Falcão/2022  |                               | ~30 km         |
| 19-Oct-2022 | VSB-30 V.29        | Suborbital           | FAB           | Operação Santa Branca | PSM                           | 227 km         |
| 19-Mar-2023 | Hanbit/SISNAV      | Lanzador orbital     | Innospace/FAB | Operação Astrolábio   | SISNAV                        | Órbita baja    |
| 2023        | 14-X (VSB-30)      | Vehículo hipersónico | FAB           | Vuelo de calificación | —                             | Órbita baja    |
| 2024        | VS-50 V01          | Lanzador             | FAB           | Operação Sta. Maria   | Vuelo de calificación         | Suborbital     |
| 2025        | VLM S-50           | Lanzador orbital     | AEB           | Vuelo de calificación | —                             | Órbita baja    |
| 202x        | VLM-1              | Lanzador orbital     | AEB           | SHEFEX                | a definir                     | Órbita baja    |

### Centro de Lanzamiento de Alcântara (1982-2020)
| Fecha                            | Cohete            | Misión                         | Resultado                                     |
| -------------------------------- | ----------------- | ------------------------------ | --------------------------------------------- |
| 01-Dic-1985                      | VLS R1            | Prueba de lanzamiento          | Falla, Altitud 10 km                          |
| 18-Mai-1989                      | VLS R2            | Prueba de lanzamiento          | Altitud 50 km                                 |
| 21-Feb-1990                      | Sonda 2 XV-53     | Alcântara Ionosfera            | Altitud 101 km                                |
| 26-Nov-1990                      | Sonda 2 XV-54     | Manival Ionosfera              | Altitud 91 km                                 |
| 09-Dic-1991                      | Sonda 2 XV-55     | Águas Belas Ionosfera          | Altitud 88 km                                 |
| 01-Jun-1992                      | Sonda 3 XV-24     | Aeronomy                       | Altitud 282 km                                |
| 31-Oct-1992                      | Sonda 2 XV-56     | Ponta de Areia Ionosfera       | Altitud 32 km                                 |
| 22-Mar-1993                      | Sonda 2 XV-57     | Maruda Ionosfera               | Altitud 102 km                                |
| 02-Abr-1993                      | VS-40 PT-01       | VS-40 Teste                    | Altitud 950 km                                |
| 19-Ago-1994                      | Nike Orion        | MALTED/CADRE Ionosfera         | Altitud 140 km                                |
| 20-Ago-1994                      | Nike Orion        | MALTED/CADRE Ionosfera         | Altitud 140 km                                |
| 24-Ago-1994                      | Nike Orion        | MALTED/CADRE Ionosfera         | Altitud 140 km                                |
| 25-Ago-1994                      | Nike Orion        | MALTED/CADRE Ionosfera         | Altitud 140 km                                |
| 09-Set-1994                      | Black Brant       | Ionosfera                      | Altitud 250 km                                |
| 21-Set-1994                      | Black Brant       | Ionosfera                      | Altitud 250 km                                |
| 23-Set-1994                      | Nike Tomahawk     | Ionosfera                      | Altitud 270 km                                |
| 23-Set-1994                      | Nike Tomahawk     | Ionosfera                      | Altitud 270 km                                |
| 24-Set-1994                      | Nike Tomahawk     | Ionosfera                      | Altitud 270 km                                |
| 24-Set-1994                      | Nike Tomahawk     | Ionosfera                      | Altitud 270 km                                |
| 06-Oct-1994                      | Black Brant       | Ionosfera                      | Altitud 250 km                                |
| 14-Oct-1994                      | Black Brant       | Guará H.Alt Spread F Ionosfera | Altitud 956 km                                |
| 15-Oct-1994                      | Black Brant       | Ionosfera                      | Altitud 250 km                                |
| 28-Oct-1997                      | VS-30 XV-01       | VS-30 Teste                    | Altitud 128 km                                |
| 02-Nov-1997                      | VLS V01           | VLS-1                          | Destruido en el lanzamiento                   |
| 21-Mar-1998                      | VS-40             | VS-40 Teste                    | Altitud 900 km                                |
| 15-Mar-1999                      | VS-30 XV-04       | Operação San Marcos            | Altitud 128 km                                |
| 11-Dic-1999                      | VLS V02           | SACI-2                         | Destruido en la altitude de 10 km             |
| 06-Feb-2000                      | VS-30 XV-05       | Lençóis Maranhenses            | Altitud 148 km                                |
| 21-Ago-2000                      | VS-30/Orion XV-01 | Baronesa                       | Altitud 315 km                                |
| 23-Nov-2002                      | VS-30/Orion XV-02 | Piraperna Ionosfera            | Altitud 434 km                                |
| 01-Dic-2002                      | VS-30 XV-06       | Cumã                           | Altitud 145 km                                |
| 22-Ago-2003                      | VLS XV-03         | SATEC                          | Falla en la plataforma, Acidente de Alcântara |
| 23-Oct-2004                      | VSB-30 XV-01      | Cajuana Test                   | Altitud 100 km                                |
| 23-Oct-2004                      | VSB-30 V.01       | VSB-30 Flight Test             | Altitud 259 km                                |
| 19-Jul-2007                      | VSB-30 V.04       | Cumã II                        | Altitud 242 km                                |
| 29-Mai-2009                      | Orion             | Maracati 1                     | Altitud 93 km                                 |
| 10-Ago-2009                      | FTB               | FogTrein I                     | Altitud 10 km                                 |
| 12-Dic-2010                      | VSB-30 V.07       | Maracati 2                     | Altitud 242 km                                |
| 08-Dic-2012                      | VS-30/Orion V.10  | Operação Iguaiba               | Altitud 52 km                                 |
| 09-Ago-2013                      | FTB               | Operação Falcão                | Altitud 32 km                                 |
| 09-Mai-2014                      | FTB               | Operação Águia I               | Altitud 32 km                                 |
| 21-Ago-2014                      | FTI               | Operação Águia II              | Altitud 60 km                                 |
| 01-Set-2014                      | VS-30 V.13        | Operação Raposa                | Teste del motor L-5                           |
| 12-Set-2018                      | VS-30 V.14        | Operação Mutiti                | Altitud 120 km                                |
| 22,23-Mai-2019                   | FTB               | Operação Águia I/2019          | Altitud 30 km, 2 lanzamientos                 |
| 25-Jun-2020                      | FTI               | Operação Falcão I/2020         | Altitud ~60 km                                |
| Source: Astronautix (Hasta 2010) |                   |                                |                                               |

## Alcantara Space Center
En agosto de 2021 el gobierno de Brasil estableció la Ordenanza nº 698, reglamentación que sigue el estándar FAA 14 CFR parte 450, que trata de las licencias de lanzamiento y reingreso a fin de seguir el estándar mundial en actividades espaciales.
Desde la reglamentación la Agencia Espacial Brasileña ha homologado a empresas privadas para operar lanzamientos orbitales y suborbitales desde el Centro Espacial, dentre ellas:
- Virgin Orbit[28]
- Orion AST[29]
- C6 Launch[30]
- Hyperion[31]
- Innospace - primero lanzamiento, suborbital[32]
- Pion Labs - empresa brasileña, lanzador PESL[33]